# Mazingira - Keňská strana zelených
Mazingira – Keňská strana zelených (v angličtině Mazingira Green Party of Kenya) je keňská politická strana prosazující zelenou politiku. Vznikla přeměnou strany původně nazvané Keňská liberální strana. Slovo Mazingira ve svahilštině znamená životní prostředí. Je řádným členem Africké federace zelených stran a Global Greens.
Spoluzakládala ji v roce 2003 ekoložka a pozdější držitelka Nobelovy ceny míru Wangari Maathai. V roce 2007 strana vytvořila blok Strana národní jednoty, kterou vedl tehdejší prezident Mwai Kibaki. 